# 灯蛾噬虫霉
灯蛾噬虫霉（学名：Entomophaga aulicae）是属于虫霉目虫霉科噬虫霉属的一种真菌，寄生在鳞翅目幼虫上。该种分布于中国、日本、加拿大、智利、瑞士、荷兰、法国等地。